# 環球貿易広場

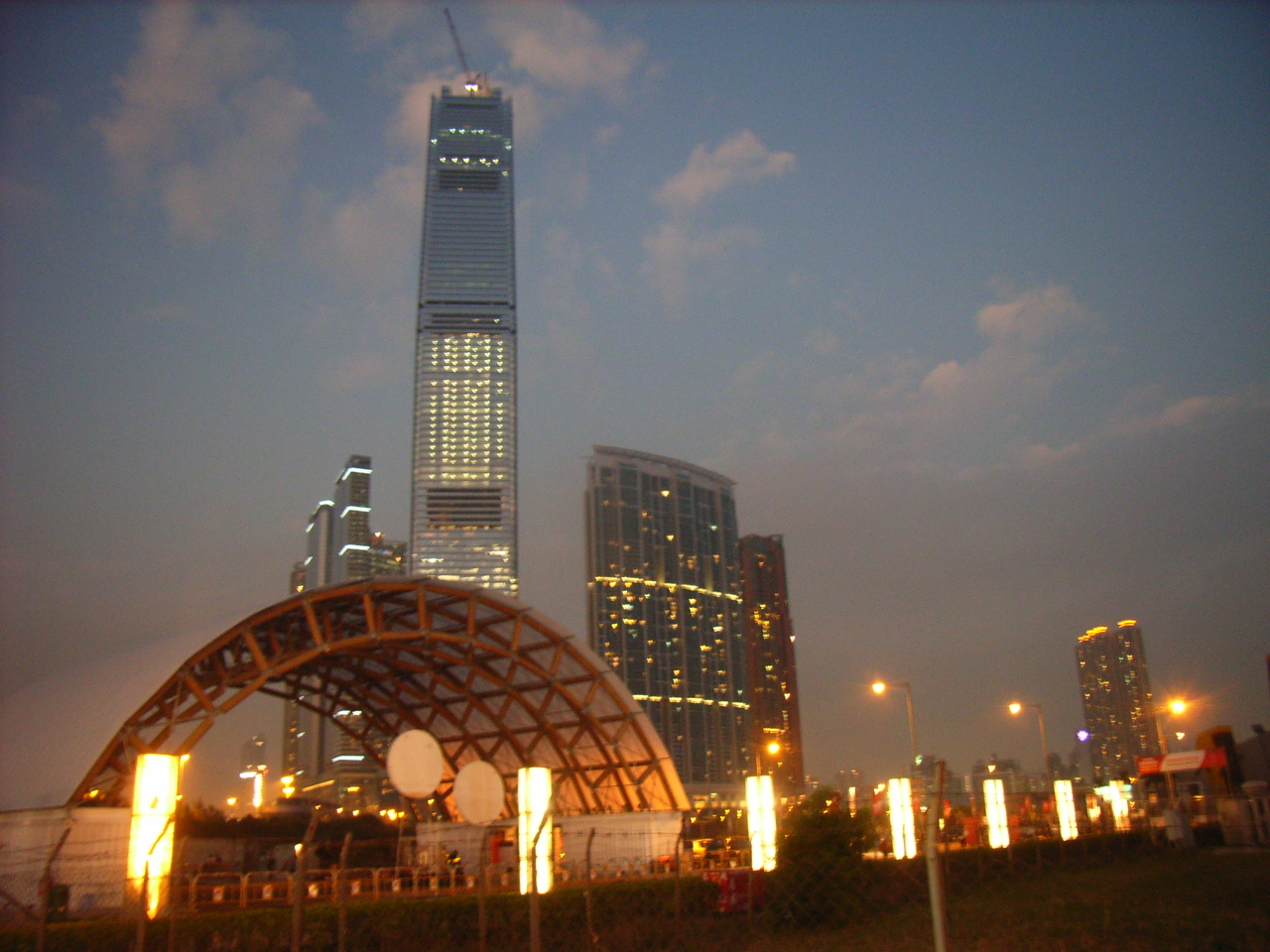
ユニオンスクエアと建設中の環球貿易広場

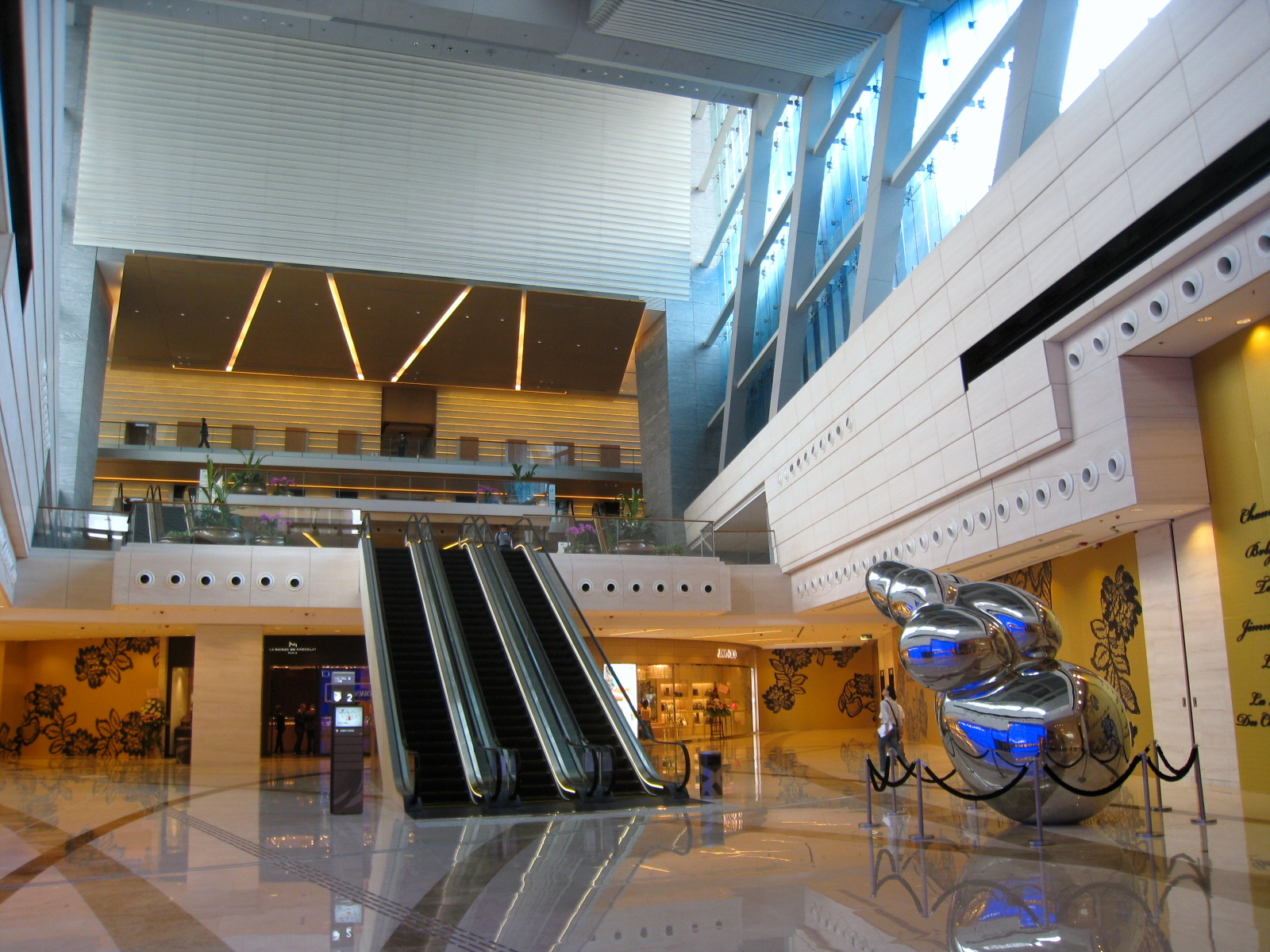
環球貿易広場エントランス

環球貿易広場（かんきゅうぼうえきひろば、世界貿易センター、中文表記: 環球貿易廣場）は、香港の九龍、油尖旺区の西九龍地区にあるユニオンスクエア内に位置する超高層ビルである。世界貿易広場ともいう。「環球」は中国語で地球或いは世界を意味する。略称は英語名「International Commerce Centre」の頭文字を取って「ICC」。施設のイメージカラーは緑色（翡翠色）である。
2005年に建設が始まり、2010年に完成した。完成時点で、香港島の中環にある高さ415.8mの国際金融中心・第二期を抜き、香港で最も高い超高層ビルとなった。また世界では4番目、香港とマカオの両特別行政区を含めた中華人民共和国国内でも上海環球金融中心に次いで2番目に高い超高層ビルとなった。

## 概要
九龍の西九龍に建設が進められているユニオンスクエアの中核施設として、2002年より建設が開始された。高さ484mで、地上118階建である。香港国際空港への空港連絡鉄道である港鉄機場快線、及びその補完路線である東涌線が発着する九龍駅直上にあたる。またユニオンスクエア周辺の土地は概ねヴィクトリア湾に面し、全て埋立地である。
またヴィクトリア湾の湾口に際して対岸の香港島にある国際金融中心・第二期とは対になり、両岸を挟んで二本の400m級の超高層建築があたかも門のように建つ世界でも類を見ない景観が出現した。
建設は香港の地下鉄事業者である香港鉄路有限公司、及び香港の総合不動産開発会社である新鴻基地産などによって進められた。当初は仮称として九龍站第七期（Union Square Phase 7）と呼ばれていたが、2005年に現在の名前へ正式に決定された。設計はアメリカ合衆国の設計会社であるKPFが担当している。
2000年10月時点では高さ574m、地上102階建てで尖塔形状の建物を建築する予定だったが、後に現在の設計に変更されている。また変更前の高さでは、計画時に建設中だった台湾（中華民国）台北市信義区の台北101や、当時建設休止中であった中華人民共和国上海市浦東新区の上海環球金融中心、アメリカ合衆国ニューヨーク市マンハッタン地区のワールドトレードセンターを抜いて世界で最も高い建物となる予定であった。また当初案では建物の設計をアメリカ合衆国の設計会社、SOMが担当していた。
ただし、計画段階当時アラブ首長国連邦のドバイに高さを公表せず建設開始したブルジュ・ハリファ（旧通称ブルジュ・ドバイ）が最終的に高さ828.0mで竣工した事や、ブルジュ・ハリファより後発のアメリカ合衆国イリノイ州シカゴ市のシカゴ・スパイアも高さ609.6mで計画が行われている事を踏まえると、もし高さ574mで建設されていたとしても世界一の座に着いていた可能性は低いか、或いは短命に終わっていたと考えられる。

## 施設
低層部にはショッピングモールの『圓方（ELEMENTS）』が、低層部から中層部はテナントのオフィスが占め、最上階から15フロアは宿泊施設として『ザ・リッツ・カールトン香港-九龍（香港九龍麗思卡爾頓酒店：The Ritz-Carlton Hong Kong Kowloon）』が入居している。118階には、ルーフトップバー（ただし、かなり上部がオープンになっているだけであり、外側のバーは背より高いガラスが張り巡らされている）のOzoneがあり、世界一高層にあるバーとされている。Ozoneは宿泊客だけでなく、外部の客も利用可能である。
また2010年1月時点では、まだ完工していないものの、一部の施設は施工を終えて既に稼動を始めていた。
高層部のホテルは中華人民共和国の上海市浦東新区にあるジンマオタワー（金茂大厦：Jin Mao Tower）のグランドハイアット上海や、2008年に完成した上海環球金融中心のパークハイアット上海が入居する部分の高さを抜いて、建築物として世界で最も高い場所にあるホテルとなった。
また48階と49階にはスカイロビー（空中大堂）が設けられ、100階（高さ393m部分）には香港で初めてとなる本格的な観光用展望台『Sky100（天際100）』が設置されている。

## 周辺施設
- 港鉄九龍駅
- 港鉄柯士甸駅
- ザ・リッツ・カールトン香港
- ダブリュー・ホテル香港
- ユニオンスクエア
- 圓方商場(エレメンツ)
- 天璽（The Cullinan）
- ソレント（擎天半島：Sorrento）

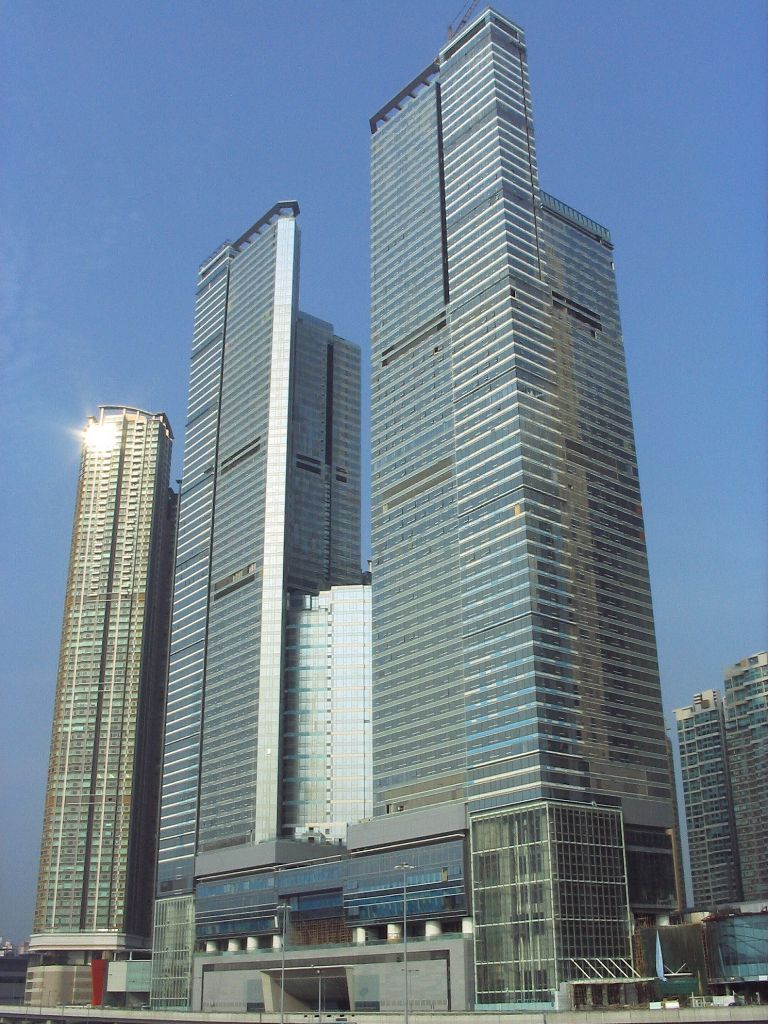
天璽

- ザ・ハーバーサイド（君臨天下：The Harbourside）
- ザ・アーチ（凱旋門：The Arch）
- 西区海底トンネル（西區海底隧道：Western Harbour Crossing）

## 交通
- 香港MTR 九龍駅または柯士甸駅利用
- その他バス（巴士）、ミニバス（小巴）など利用